# Naemorhedus caudatus
Naemorhedus caudatus (Горал хвостатий) — жуйний ссавець підродини козлових (Caprinae).

## Поширення
Цей вид живе у східній частині Росії (Приморський і Хабаровський краї), північно-східному Китаї, Кореї та КНДР. Мешкає в крутих гірських районах, іноді використовує вічнозелені ліси поблизу скель, але в першу чергу залишається на міцній, кам'янистій місцевості, особливо з відкритими трав'янистими хребтів від 500-2000 м над рівнем моря. 

## Спосіб життя і харчування
Горали ведуть денний спосіб життя, і найбільш активні рано вранці та пізно ввечері, але можуть бути активними протягом дня в похмурі дні. Харчується широкий спектром рослинної сировини: трави, пагони, листя невеликих дерев, горіхи і навіть деякі фрукти. 

## Соціальна структура і розмноження
Вони зазвичай живуть у невеликих групах по 4-12 осіб, самці старшого віку зазвичай поодинокі. Тривалість вагітності становить 250-260 днів. Самці і самиці досягають статевої зрілості приблизно в три роки, з тривалістю життя до 15 років або близько того. Парування відбувається на початку зими, один або два-три дитинча народжується. 